# Rio Gongola
Gongola é um rio do nordeste da Nigéria, o principal afluente do Benué. Nasce em vários ramos nas encostas orientais do planalto Jos e cascatas nas planícies da bacia de Gongola, a partir de onde segue seu curso. Passa por Nafada e faz curva abrupta ao sul. Seu curso inferior vira a sudeste e, depois de receber o Haual, continua até o Benué, em frente à cidade de Numã. No total, flui por 531 quilômetros. Na estação seca, seu curso alto e muitos afluentes quase desaparecem. Antes de 1960, seu volume era de 200 quilômetros cúbicos, enquanto no período entre 1980 e 2004, foi de 120. Sua bacia engloba 21 500 quilômetros quadrados.
Quase toda sua bacia fica numa área de savana seca, mas foi ampliada pela captura de vários rios pelo Gongola que antes fluíam ao lago Chade. Suas planícies de inundação são cheias de solo aluvial preto e fértil e são utilizadas como pasto aos asnos, cabras, cavalos, gado e ovelhas e cultivo de algodão, amendoim e sorgo (para exportação a outras partes do país), milho, feijão, mandioca, cebola, milho e arroz. O governo construiu a represa de Quiri perto de Numã para fornecer irrigação à plantação de açúcar.